# 格拉茨火車總站
格拉茨火車總站（德語：Graz Hauptbahnhof），又稱格拉茨中央車站，是奧地利施泰爾馬克州格拉茨的主要鐵路車站。車站位於市中心以西2公里，與格拉茨電車連接。
格拉茨火車總站是南部鐵路的重要節點，北連維也納，南接斯洛文尼亞。此站同時是東行往匈牙利竹日戈心日施蒂利亞東方鐵路的終點站。未來科拉爾姆鐵路將可連接格拉茨至意大利。

## 歷史

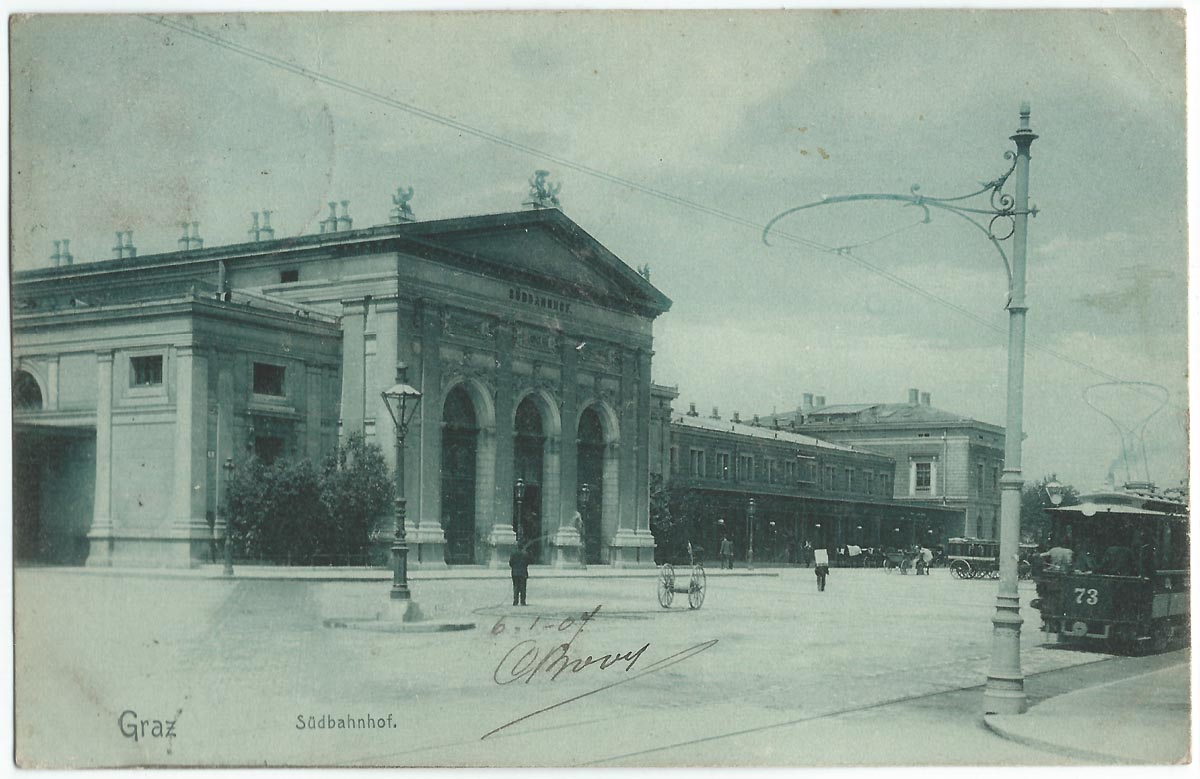
1876年的車站（1945年炸毀）

格拉茨的首個鐵路車站在1847年啟用，但由於乘客量大增，1871年至1876年間興建了一個更大的車站。1945年在盟軍轟炸下徹底炸毀了車站。1956年重建完成。車站以1950年代典型風格興建，售票廳現已為登錄建築。
2001年車站進行現代化和部分重建，以加設扶手電梯到月台和一個小型商場。

## 外部連結
- 维基共享资源上的相關多媒體資源：格拉茨火車總站
- Information on Graz Hbf from OBB web site （页面存档备份，存于）